# 옛실젖거미아목
옛실젖거미아목 또는 가운뎃젖거미아목(Mesothelae)은 거미목의 아목이다. 옛실젖거미아목는 거미의 아목이다. 2024년 4월 기준, 세계 거미 목록에는 리피스티우스과(Lipistiidae)와 헵타텔라과(Heptathelidae)라는 두 개의 현존하는 과가 승인되었다. 대안적으로, 헵타텔라과는 더 광범위하게 한정된 리피스티우스과의 아과로 취급될 수 있다. 멸종된 과도 많이 있다.
이 아목은 살아있는 다른 모든 거미의 자매군을 형성하고 중앙에 방적 돌기가 있는 분할된 복부와 두 쌍의 책폐와 같은 조상의 특징을 유지하는 것으로 간주된다. 옛실젖거미아목의 현존하는 개체는 결절에 8개의 눈이 모여 있는 중대형 거미이다. 중국, 일본, 동남아시아에서만 발견된다. 가장 오래된 것으로 알려진 옛실젖거미는 3억 년 전 석탄기의 거미이다.

## 하위 분류
- † Palaeothele
- 리피스티우스과 (Liphistiidae)
- 헵타텔라과 (Heptathelidae)